# La Floresta (Sant Cugat del Vallès)
La Floresta és un districte de Sant Cugat del Vallès (Vallès Occidental), dins la part muntanyosa, situat al vessant nord-occidental de la serra de Collserola. Té una població de 4.430 habitants (2009) i es disposa entre una altitud d'uns 124 m sobre el nivell del mar a la part baixa a la riera de Vallvidrera, propera a la masia de Can Busquets, i els 357,4 m del turó del Fumet.

## Història

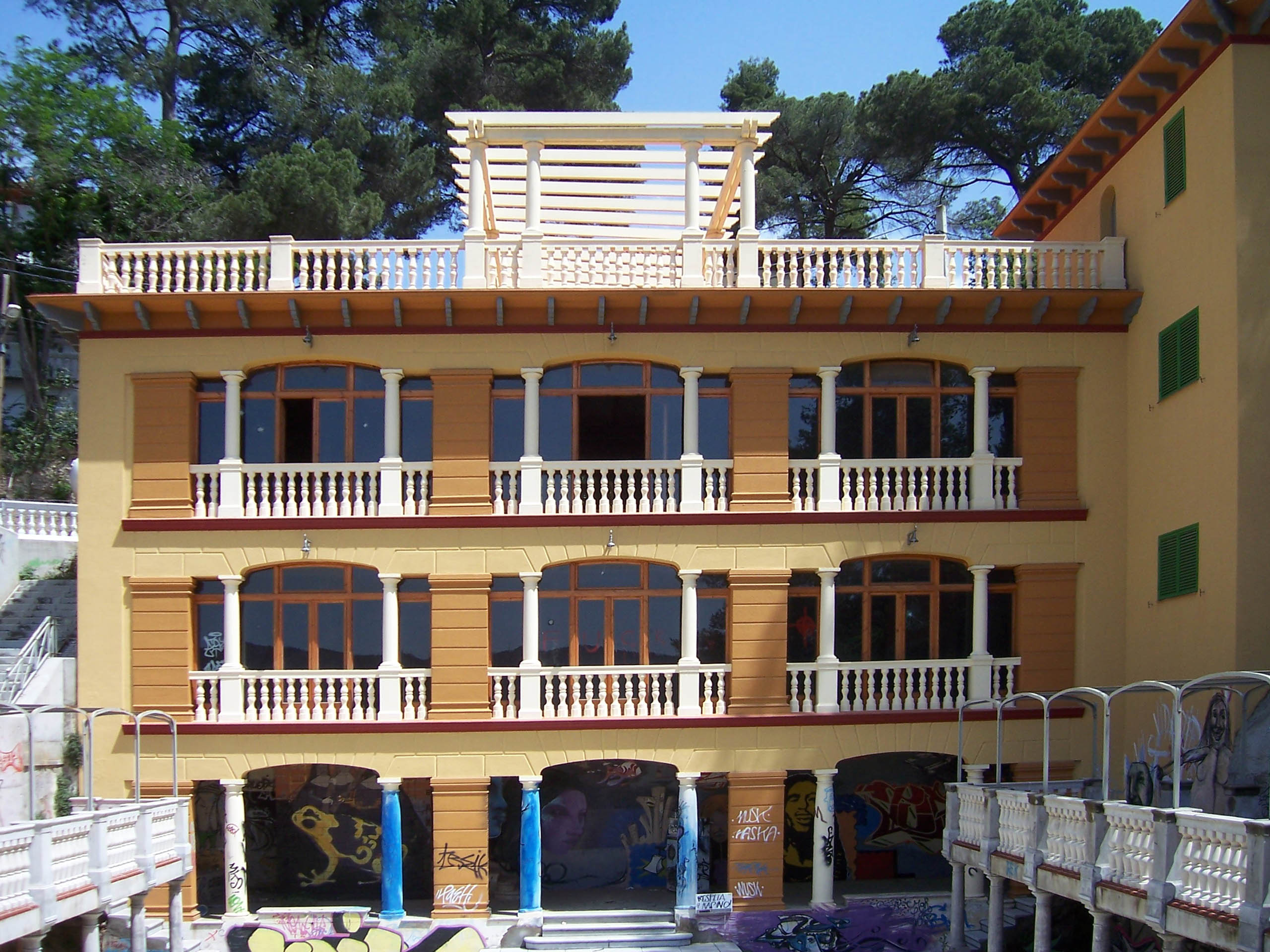
Casal de la Floresta

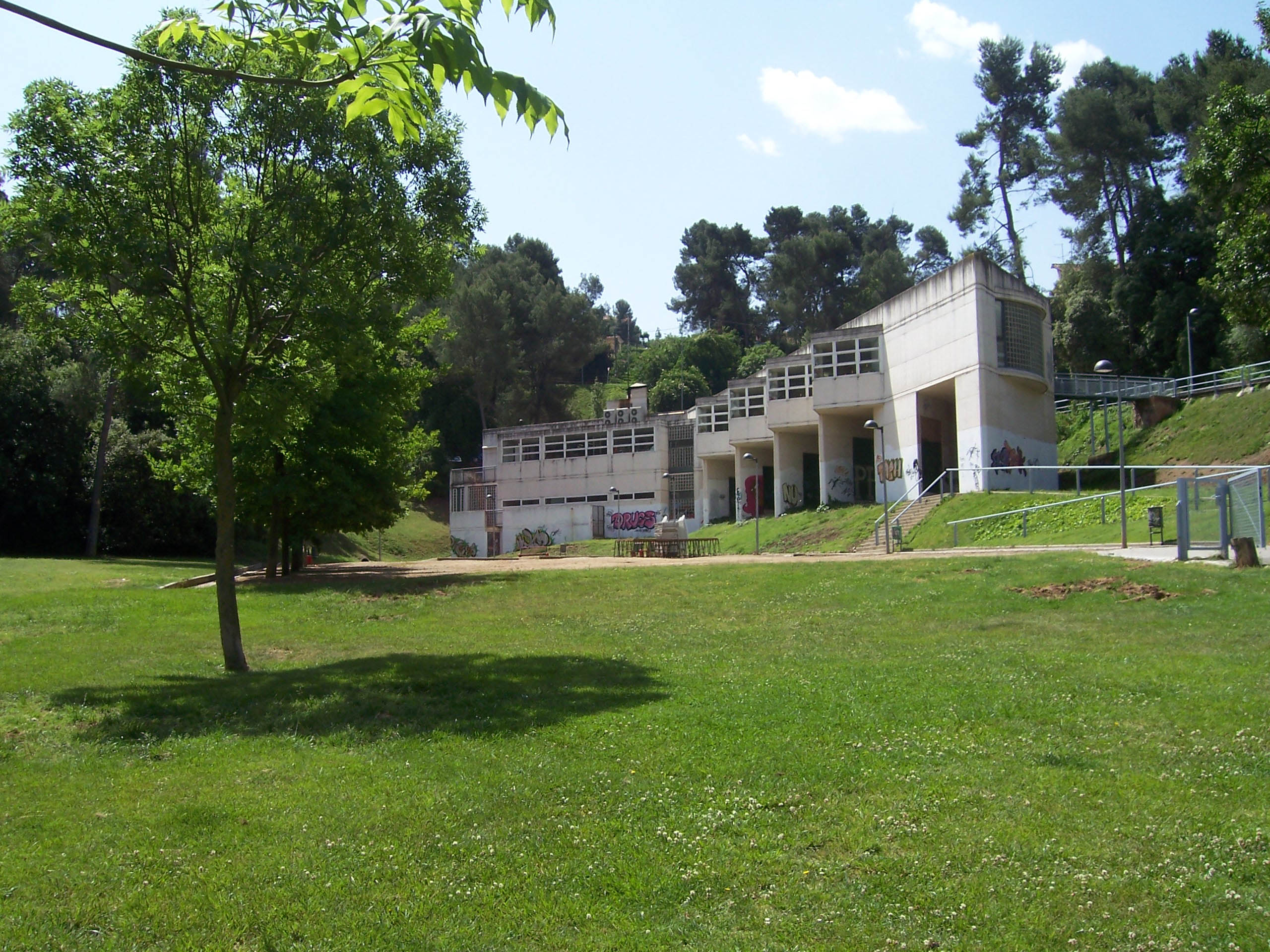
Centre Social i Sanitari

A principis del segle xx, la zona on ara hi ha la Floresta era el bosc de can Buscarons. Va ser l'any 1918 que l'ajuntament de Sant Cugat del Vallès va concedir les primeres llicències per a la construcció de quatre cases; l'Associació de propietaris va ser creada un any després, el 1919, amb 91 socis. El 1921 rebria el nom oficial de la Floresta i, un any després, l'ajuntament de Sant Cugat va afegir-hi el Pearson, en memòria de Fred Stark Pearson, enginyer que traçà el ferrocarril d'ample europeu i projectà diverses àrees residencials seguint el tipus d'urbanització anglesa, vora els Ferrocarrils de Catalunya S.A., que van travessar la serra el 1917. No va ser fins al 8 d'agost de 1925 quan es va inaugurar l'estació de la Floresta Pearson. Començà essent una ciutat jardí, que gradualment s'ha anat convertint en un barri de primera residència. La urbanització hi és molt desigual.

## Comunicacions
A part dels Ferrocarrils de la Generalitat de Catalunya, està comunicada per les carreteres BV-1462, BP-1417 i per l'autopista C-16 amb Sant Cugat i Barcelona.

## Hidrografia
El territori està dividit entre dues conques hidrogràfiques: la part sud de la Floresta correspon a la conca del riu Llobregat, i s'articula per mitjà de la riera de Vallvidrera; i la part nord forma part de la conca de riu Besòs amb la riera de Buscarons i la riera Saladrigues, que són tributàries de la riera de Sant Cugat, com a eixos principals.

## Organització política
Políticament, la Floresta depèn de l'ajuntament de Sant Cugat del Vallès. Des de l'any 1995, els afers propis hi són discutits en el si del Consell de Barri de la Floresta, que és un òrgan de participació ciutadana; té un caràcter consultiu i no té personalitat jurídica, està format per vocals polítics, proposats pels grups municipals i per vocals proposats per les diferents associacions de veïns del barri, i són presidits per un regidor municipal; tots ells són nomenats per l'Alcalde. El seu funcionament està regulat pel Reglament Orgànic Municipal, pel Reglament de Participació Ciutadana Arxivat 2023-02-03 a Wayback Machine., i pel Reglament de Funcionament dels Consells de Barri.
Presidents del Consell de Barri de la Floresta:
- Vicenç Gabaldà i Casat (UDC)
- Josep Romero i Tejero (CDC)
- Joan Aymerich i Aroca (CDC)
- Xavier Cortés i Morros (UDC)
- Joan Recasens Guinot (UDC)
- Jaume Tarragó i Garciapons (PPC)
- Xavier Cortés i Morros (UDC)
- Xavier Amador i Pitarch (UDC)
- Carles Brugarolas (UDC)
- Ramon Piqué i Huerta (CUP)
- Núria Gibert i Dasca (CUP)
- Marco Simarro Zanon (CUP)
- Francesc Duch i Altet (ERC)

## Festa Major
Se celebra el cap de setmana més proper a Sant Jaume, el 25 de juliol. L'acte amb més ressò popular n'és la Trobada de Mestres Paellers, que aplega uns 400 comensals.

## Edificis d'interès
- El Casal de la Floresta o Casino La Floresta (1933)[4]
- L'estació de Ferrocarrils de la Generalitat de Catalunya
- La parròquia de la Mare de Déu de Montserrat (1958)
- La capella de Sant Pere (1931)[7]

## Enllaços externs

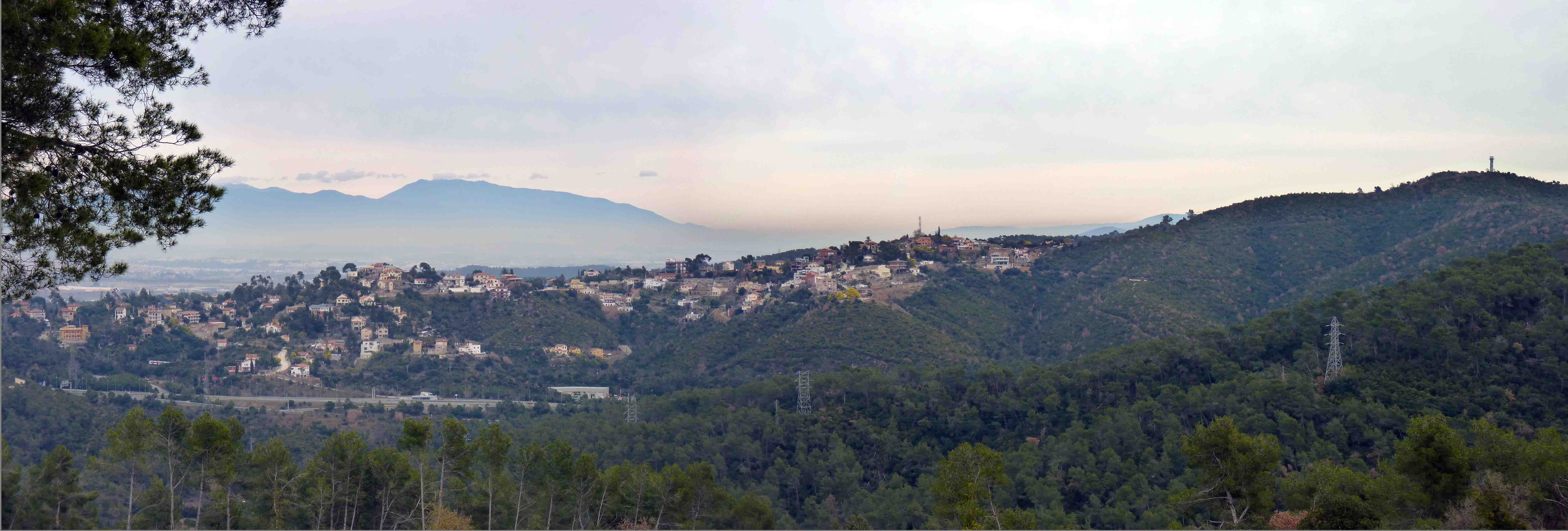
Vista panoràmica del vessant sud de la Floresta